# Tizenkettes számrendszer
| 1  | 2  | 3  | 4  | 5  | 6  | 7  | 8  | 9  | A  | B  | 10  |
| -- | -- | -- | -- | -- | -- | -- | -- | -- | -- | -- | --- |
| 2  | 4  | 6  | 8  | A  | 10 | 12 | 14 | 16 | 18 | 1A | 20  |
| 3  | 6  | 9  | 10 | 13 | 16 | 19 | 20 | 23 | 26 | 29 | 30  |
| 4  | 8  | 10 | 14 | 18 | 20 | 24 | 28 | 30 | 34 | 38 | 40  |
| 5  | A  | 13 | 18 | 21 | 26 | 2B | 34 | 39 | 42 | 47 | 50  |
| 6  | 10 | 16 | 20 | 26 | 30 | 36 | 40 | 46 | 50 | 56 | 60  |
| 7  | 12 | 19 | 24 | 2B | 36 | 41 | 48 | 53 | 5A | 65 | 70  |
| 8  | 14 | 20 | 28 | 34 | 40 | 48 | 54 | 60 | 68 | 74 | 80  |
| 9  | 16 | 23 | 30 | 39 | 46 | 53 | 60 | 69 | 76 | 83 | 90  |
| A  | 18 | 26 | 34 | 42 | 50 | 5A | 68 | 76 | 84 | 92 | A0  |
| B  | 1A | 29 | 38 | 47 | 56 | 65 | 74 | 83 | 92 | A1 | B0  |
| 10 | 20 | 30 | 40 | 50 | 60 | 70 | 80 | 90 | A0 | B0 | 100 |

A tizenkettes (duodecimális) számrendszer a tizenkettes számon alapuló számrendszer, amely ennyi számjegy segítségével ábrázolja a számokat: 0-tól 9-ig az összes arab számmal, utána a latin ábécé első két betűjével: a 10-es számnak az "A", míg a 11-esnek a "B" betű felel meg. Egyes vélemények szerint a tucat fogalom használata, illetve a Karoling pénzrendszer, és a brit mértékrendszer egy hajdani tizenkettes számrendszerre vezethető vissza, melyet egyébként a mutató-, középső, gyűrűs- és kisujj 3-3 ujjpercével lehet számolni.
Mivel a tizenkettes számnak több osztója van (2, 3, 4, 6), mint a tízesnek (2 és 5), sokan vallják azt a nézetet, hogy az alkalmazása gyakorlati előnyökkel jár. Noha a tizenkettes számrendszer bevezetését szorgalmazó amerikai társaság (The Dozenal Society of America) csak 1944-ben, a hasonló nagy-britanniai társaság (The Dozenal Society of Great Britain) 1959-ben alakult meg, hasonló érvek már a 20. század első éveiben is megfogalmazódtak.

## Gyakorlati előnyei a kör felosztásában
Gyakorlati előnye (a 2, 3, 4, 6 számokkal való oszthatóság) leginkább a navigációban és időmérésben jelentkezik a kör praktikus felosztásával, az óra számlapján is 12 db 30 fokos beosztás jelzi az órákat évezredek óta. Viszont a 60 percből álló óra már 5-tel is osztható.

A 45, 135, 225, 315 fokos ÉK, DK, DNy, ÉNy irányok nem illeszkednek a 12-es vagy 60-as rendszerbe; de ha a 12-t 30-cal szorozzuk, az 5, 8, 9, 10 számokkal való oszthatóság is teljesül, ezáltal 360°-ra osztjuk a kört; így egy órának 15° felel meg a 24 órás körben.